# 1986.
◄ | 19. stoljeće | 20. stoljeće | 21. stoljeće | ►
◄ | 1950-ih | 1960-ih | 1970-ih | 1980-ih | 1990-ih | 2000-ih | 2010-ih | ►
◄◄ | ◄ | 1983. | 1984. | 1985. | 1986. | 1987. | 1988. | 1989. | ► | ►►
Arhitektura • Astronautika • Astronomija • Biologija • Film • Fotografija • Glazba • Kazalište • Kemija • Kiparstvo • Knjige • Književnost • Kršćanstvo • Meteorologija • Medicina • Planinarstvo • Politika • Pravo • Promet • Slikarstvo • Strip • Šport • Televizija • Znanost • Zrakoplovstvo • Željeznički promet

## Događaji
- 19. veljače   – Lansirana Svemirska postaja Mir
- 17. ožujka – Bad Blue Boys, osnovana navijačka skupina GNK Dinamo Zagreb
- 2. listopada – Počele su sankcije SAD protiv apartheida u Južnoj Africi.
- 26. travnja – Dogodila se nuklearna katastrofa u Černobilu

## Rođenja

### Siječanj – ožujak
- 4. siječnja – Matko Knešaurek, hrvatski glumac
- 12. siječnja – Gemma Arterton, britanska glumica
- 13. siječnja – Duygu Çetinkaya, turska glumica
- 24. siječnja – Mischa Barton, britansko-američka filmska i TV glumica
- 30. siječnja – Anita Berisha, hrvatska glumica i TV voditeljica
- 5. veljače – Vedran Ćorluka, hrvatski nogometaš
- 8. veljače – Sanna Kämäräinen, finska atletičarka
- 15. veljače – Amber Riley, američka glumica i pjevačica
- 7. ožujka – Natko Zrnčić-Dim, hrvatski alpski skijaš
- 11. ožujka – Dario Cologna, švicarski nordijski skijaš
- 14. ožujka – Jamie Bell, britanski glumac
- 29. ožujka – Petra Cicvarić, hrvatska glumica

### Travanj – lipanj
- 1. travnja – Kid Ink, američki reper, pjevač, tekstopisac i glazbeni producent
- 1. travnja – Ireen Wüst, nizozemska brzoklizačica
- 3. travnja – Amanda Bynes, američka TV i filmska glumica
- 8. travnja – Igor Akinfeev, ruski nogometni vratar
- 9. travnja – Leighton Meester, američka glumica i pjevačica
- 16. travnja – Paul di Resta, škotski vozač Formule 1
- 28. travnja – Jenna Ushkowitz, američka glumica i pjevačica
- 30. travnja – Dianna Agron, američka glumica i pjevačica
- 13. svibnja – Robert Pattinson, engleski glumac
- 16. svibnja – Megan Fox, američka glumica i model
- 21. svibnja – Mario Mandžukić, hrvatski nogometaš
- 30. svibnja – Claudia Beni, hrvatska pjevačica
- 31. svibnja – Waka Flocka Flame, američki reper
- 11. lipnja – Shia LaBeouf, američki glumac
- 15. lipnja – Stjepan Hauser, hrvatski violončelist
- 16. lipnja – Antonio Radić, hrvatski šahist i youtuber
- 18. lipnja – Ante Rukavina, hrvatski nogometaš

### Srpanj – rujan
- 2. srpnja – Lindsay Lohan, američka glumica
- 4. srpnja – Ömer Aşık, turski košarkaš
- 3. kolovoza – Darja Domračeva, bjeloruska biatlonka
- 7. kolovoza – Altair Jarabo, meksička glumica
- 16. kolovoza – Shawn Pyfrom, američki glumac
- 27. kolovoza – Vedran Živolić, hrvatski glumac
- 29. kolovoza – Lea Michele, američka glumica i pjevačica
- 1. rujna – Petar Cvirn, hrvatski glumac
- 3. rujna – Tomislav Globan, hrvatski ekonomist
- 5. rujna
  - Francis Ngannou, francusko - kamerunski majstor borilačkih vještina
  - Sara Hribar, hrvatska redateljica i scenaristica († 2025.)
- 12. rujna – Emmy Rossum, američka filmska glumica
- 13. rujna – Kamui Kobayashi, japanski vozač Formule 1
- 15. rujna – Sanja Jovanović, hrvatska plivačica

### Listopad – prosinac
- 16. listopada – Inna, rumunjska pjevačica
- 21. listopada – Christopher Uckermann, meksički glumac i pjevač
- 23. listopada – Jessica Stroup, američka glumica
- 30. listopada – Thomas Morgenstern, austrijski skijaš skakač
- 1. studenoga – Penn Badgley, američki glumac
- 5. studenoga – Kasper Schmeichel, danski nogometaš
- 8. studenoga – Aaron Swartz, član Internetske kuće slavnih († 2013.)
- 22. studenoga – Oscar Pistorius, južnoafrički atletičar
- 15. prosinca – Keylor Navas, kostarikanski nogometni vratar
- 22. prosinca – Tijana Pečenčić, srpska glumica
- 23. prosinca – Balázs Dzsudzsák, mađarski nogometaš
- 28. prosinca – Ana Jelušić, hrvatska skijašica

## Smrti

### Siječanj – ožujak
- 14. siječnja – Donna Reed, američka glumica (* 1921.)
- 25. ožujka – Jaroslav Šidak, hrvatski povjesničar (*1903.)
- 30. ožujka – James Cagney, američki glumac (* 1899.)

### Travanj – lipanj
- 14. travnja – Simone de Beauvoir, francuska književnica (* 1908.)
- 24. travnja – Antun Bonifačić, hrvatski emigrantski novinar i političar (* 1901.)
- 25. travnja – Vera Misita, hrvatska glumica (* 1906.)
- 14. lipnja – Jorge Luis Borges, argentinski pisac (* 1899.)

### Srpanj – rujan
- 24. srpnja – Fritz Albert Lipmann, američko-njemački biokemičar, nobelovac (* 1899.)
- 3. kolovoza – Henry Moore, engleski kipar (* 1898.)
- 30. kolovoza – Tanja Knezić, hrvatska glumica (* 1947.)
- 18. rujna – Aljoša Buha, bosanskohercegovački glazbenik (* 1962.)
- 23. rujna – Mustafa Ćatović, hrvatski stomatolog (*1925.)
- 25. rujna – Marija Čudina, hrvatska pjesnikinja (* 1937.)
- 27. rujna – Cliff Burton, američki basist (* 1962.)

### Listopad – prosinac
- 1. listopada – Dražen Ričl, bosanskohercegovački muzičar, osnivač gitarist i pjevač grupe Crvena jabuka (* 1962.)
- 19. listopada – Karlo Bulić, hrvatski glumac (* 1910.)
- 22. listopada – Albert Szent-Györgyi, mađarski znanstvenik, nobelovac (* 1893.)
- 23. listopada – Edward Adelbert Doisy, američki biokemičar, nobelovac (* 1893.)
- 29. studenoga – Cary Grant, američki filmski glumac (* 1904.)
- 19. prosinca – Zdenka Sertić, hrvatska slikarica (* 1899.)
- 21. prosinca – Ivo Vitić, hrvatski arhitekt (* 1917.)
- 28. prosinca – Andrej Tarkovski, ruski redatelj (* 1932.)

## Nobelova nagrada za 1986. godinu
- Fizika: Ernst Ruska, Gerd Binnig i Heinrich Rohrer
- Kemija: Dudley Robert Herschbach, Yuan Tseh Lee i John Charles Polanyi
- Fiziologija i medicina: Stanley Cohen i Rita Levi-Montalcini
- Književnost: Wole Soyinka
- Mir: Elie Wiesel
- Ekonomija: James M. Buchanan

## Vanjske poveznice
|  | Zajednički poslužitelj ima još gradiva o temi 1986. |